# Chaetostephana inclusa
Chaetostephana inclusa là một loài bướm đêm trong họ Noctuidae.